# Ariel Nassee
Ariel Nassee (6 de octubre de 2003) es una deportista israelí que compite en natación sincronizada.
Ganó dos medallas en los Juegos Europeos de Cracovia 2023 y tres medallas en el Campeonato Europeo de Natación, en los años 2021 y 2024.

## Palmarés internacional
| Juegos Europeos    | Juegos Europeos    | Juegos Europeos   | Juegos Europeos   |
| Año                | Lugar              | Medalla           | Prueba            |
| ------------------ | ------------------ | ----------------- | ----------------- |
| 2023               | Oświęcim (Polonia) | Medalla de oro    | Combinación libre |
| 2023               | Oświęcim (Polonia) | Medalla de bronce | Equipo libre      |
| Campeonato Europeo |                    |                   |                   |
| Año                | Lugar              | Medalla           | Prueba            |
| 2021               | Budapest (Hungría) | Medalla de bronce | Equipo libre      |
| 2024               | Belgrado (Serbia)  | Medalla de bronce | Dúo técnico       |
| 2024               | Belgrado (Serbia)  | Medalla de bronce | Dúo libre         |